# Euphorbia duranii
Euphorbia duranii är en törelväxtart som beskrevs av Eugène Ursch och Jacques Désiré Leandri. Euphorbia duranii ingår i släktet törlar, och familjen törelväxter. IUCN kategoriserar arten globalt som starkt hotad.

## Underarter
Arten delas in i följande underarter:
- E. d. ankaratrae
- E. d. duranii